# Marcos Mina
Marcos David Mina Lucumí (Cali, 12 aprile 1999) è un calciatore colombiano, difensore dell'América de Cali.

## Carriera
Cresciuto nel settore giovanile del Deportes Quindío, inizia a giocare nel 2018, quando viene acquistato dal Boca Juniors de Cali, formazione della seconda divisione colombiana. Dopo tre stagioni nella seconda divisione colombiana, in cui colleziona complessivamente 40 presenze tra campionato e coppa, nel gennaio 2021 si trasferisce in Europa, dove firma con i croati del Sebenico.

## Statistiche

### Presenze e reti nei club
Statistiche aggiornate al 12 marzo 2022.
| Stagione                    | Squadra                     | Campionato                  | Campionato | Campionato | Coppe nazionali | Coppe nazionali | Coppe nazionali | Coppe continentali | Coppe continentali | Coppe continentali | Altre coppe | Altre coppe | Altre coppe | Totale | Totale |
| Stagione                    | Squadra                     | Comp                        | Pres       | Reti       | Comp            | Pres            | Reti            | Comp               | Pres               | Reti               | Comp        | Pres        | Reti        | Pres   | Reti   |
| --------------------------- | --------------------------- | --------------------------- | ---------- | ---------- | --------------- | --------------- | --------------- | ------------------ | ------------------ | ------------------ | ----------- | ----------- | ----------- | ------ | ------ |
| 2018                        | Boca Juniors de Cali        | B                           | 15         | 0          | CC              | 1               | 0               |                    | -                  | -                  |             | -           | -           | 16     | 0      |
| 2019                        | Boca Juniors de Cali        | B                           | 22         | 0          | CC              | 2               | 0               |                    | -                  | -                  |             | -           | -           | 24     | 0      |
| 2020                        | Boca Juniors de Cali        | B                           | 0          | 0          | CC              | 0               | 0               |                    | -                  | -                  |             | -           | -           | 0      | 0      |
| Totale Boca Juniors de Cali | Totale Boca Juniors de Cali | Totale Boca Juniors de Cali | 37         | 0          |                 | 3               | 0               |                    | -                  | -                  |             | -           | -           | 40     | 0      |
| gen.-giu. 2021              | Sebenico                    | 1.HNL                       | 10         | 0          | CC              | 1               | 0               |                    | -                  | -                  |             | -           | -           | 11     | 0      |
| 2021-2022                   | Sebenico                    | 1.HNL                       | 16         | 1          | CC              | 1               | 0               |                    | -                  | -                  |             | -           | -           | 17     | 1      |
| Totale Sebenico             | Totale Sebenico             | Totale Sebenico             | 26         | 1          |                 | 2               | 0               |                    | -                  | -                  |             | -           | -           | 28     | 1      |
| Totale carriera             | Totale carriera             | Totale carriera             | 63         | 1          |                 | 5               | 0               |                    | -                  | -                  |             | -           | -           | 68     | 1      |